# Felix Levin

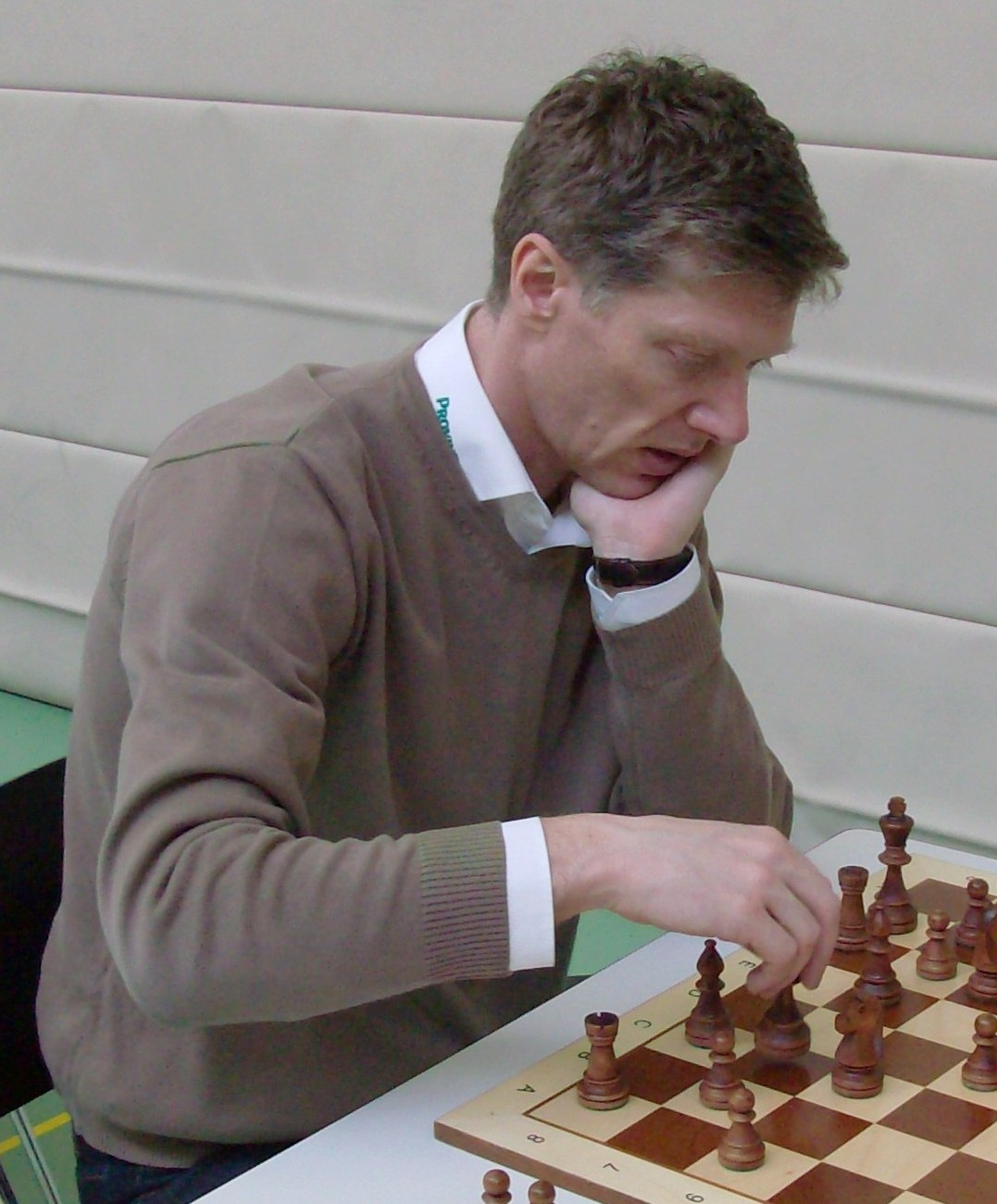
Felix Levin

Felix Levin (Lviv, 5 november 1958) is een Duitse schaker en schaaktrainer van Oekraïense afkomst. Zijn FIDE-rating in 2017 is 2524. Hij is, sinds 1998, een grootmeester (GM).

## Individuele resultaten
In 1991 werd hij Internationaal Meester (IM). In 1993 werd hij bij een toernooi in Podgorica gedeeld eerste. In 1995 werd hij bij het Schaakfestival in Bad Wörishofen tweede; de winnaar was Uwe Bönsch. In 1998 won Felix Levin het internationale Open toernooi in Le Touquet-Paris-Plage en werd hij grootmeester. In 2000 won hij het snelschaakkampioenschap in Bremen (8e Karl-Michel-Open), in 2002 won hij het Gent Open. Drie achtereenvolgende keren won hij het Internationale Osterschachturnier in Büdelsdorf (2002, 2003 en 2004). In februari 2003 won hij de 3e Nord-West Cup in Bad Zwischenahn. In februari 2004 won hij het 3e Internationale Open in Rochefort (Charente-Maritime). In 2005 en in 2006 won hij het internationale Open toernooi in het Italiaanse Condino. In 2006 werd hij bij het Liechtenstein Open in Triesen tweede na GM Arkadij Rotstein. In 2006 won hij de Gausdal Classics B in Gausdal, in december 2006 won hij het 22e Post Open in Düsseldorf. Hij won in juli 2007 het 27e Internationale Open in Benasque, in december 2007 was hij de winnaar van het 23e Post Open in Düsseldorf. In 2008 bereikte hij de rating 2564. In 2015 werd hij in Arnhem tweede bij het ASV voorjaarstoernooi. In 2017 won hij het HSC/De Legibus Open in Helmond.
In 2017 won hij het het 22e"Witte Kerst"toernooi in Boxmeer
Bij het jeugdwereldkampioenschap in de categorie tot 20 jaar was hij in 2003 trainer van Leonid Kritz

## Schaakverenigingen
De eerste Duitse vereniging waarvoor hij, sinds 1998, speelde was SG Porz. Toen hij verhuisde van Lviv naar Duitsland, speelde hij eerst aan bord 1 bij SF Schwerin, in seizoen 2000/01 speelde hij aan bord 1 van Königsspringer Hamburg die toen promoveerde naar de hoogste bondscompetitie, vervolgens vertrok hij naar SV Werder Bremen. Sinds 2004 speelt hij voor SV Mülheim-Nord. Hij speelt ook in de Belgische bondscompetitie, aanvankelijk voor SK Rochade Eupen en Brugge, van seizoen 2007/08 tot seizoen 2015/16 voor KSK 47 Eynatten, waarmee hij in 2010, 2011 en 2014 kampioen van België werd, en sinds 2016 voor KSK Rochade Eupen-Kelmis. In het verleden speelde hij ook in de Franse competitie. In de Luxemburgse competitie speelde hij in seizoen 2007/08 voor De Sprénger Echternach. In de Nederlandse competitie speelde hij van 2004 tot 2008 voor HMC Calder en sinds 2008 voor Schaakvereniging Voerendaal waarmee hij in 2012 kampioen werd. In de Poolse competitie speelde hij in 1990 voor LKS Igloopol Dębica, in de Oostenrijkse competitie speelde hij in seizoen 2008/09 voor SK Absam.

## Externe koppelingen
- (en)   Informatie over schaakpartijen van Felix Levin op ChessGames.com
- (en)   Informatie over schaakpartijen van Felix Levin op 365chess.com
- (en)  FIDE-ratinggegevens voor Felix Levin